# Trichogypsia villosa
Trichogypsia villosa is een sponssoort in de taxonomische indeling van de kalksponzen (Calcarea). De spons leeft in de zee en zijn steencel bestaat uit calciumcarbonaat.
De spons behoort tot het geslacht Trichogypsia en behoort tot de familie Trichogypsiidae. De wetenschappelijke naam van de soort werd voor het eerst geldig gepubliceerd in 1871 door Carter.